# Liste der Naturdenkmale in Antrifttal
Die Liste der Naturdenkmale in Antrifttal nennt die im Gebiet der Gemeinde Antrifttal im Vogelsbergkreis in Hessen gelegenen Naturdenkmale.
| Bild            | Bezeichnung                        | Ortsteil, Lage                           | Beschreibung                                                                           | Art        | Nr.     |
| --------------- | ---------------------------------- | ---------------------------------------- | -------------------------------------------------------------------------------------- | ---------- | ------- |
| Fotos hochladen | 2 Linden vor dem Portal der Kirche | Ruhlkirchen 50° 47′ 41,9″ N, 9° 11′ 5″ O | Nur noch 1 Linde. Vor dem Portal der Kirche von Ruhlkirchen. Höhe 21 m, Umfang 3,45 m. | Einzelbaum | 2.005.1 |